# 超级游艇
超级游艇（英語：Superyacht）是一种大型豪华船只。此类游艇暂无官方的定义，该术语通常用于指配有专业船员和豪华设施的动力或帆船游艇，长度从 40 米到超过180 米不等，有时包括小至24 米的游艇。一些超级游艇会配有游泳池、小型船只和直升机。

## 概述
根据英国海事与海岸警卫署于2014年发布的“大型商业游艇代码 (LY2)”，“大型游艇”定义为水线长 24 米或以上，用于运动或娱乐的商业用途，但不载货或携带12名以上乘客，同时搭载专业船员的船只。。据调查，截至2013年，全球有长度超过 24 米超级游艇4836艘，其中有34艘在中国。据日本国土交通省的报道，2018年全球长度超过 24 米超级游艇有9395艘，这些超级游艇常用于地中海和加勒比海地区的度假游览。
截至2021年，目前世界上最长的超级游艇是阿扎姆号（Azzam），其全长180米，于2013年下水,拥有者为阿布扎比的哈利法·本·扎耶德·阿勒纳哈扬。最长的风帆辅助动力游艇是A号，2017年交付拥有者俄罗斯的安德烈·梅尔尼琴科。

## 分布
每艘超级游艇都有一个登记的船旗国，但可能从未访问过。大型游艇经常登记在开曼群岛、马绍尔群岛、马恩岛和英属维尔京群岛等地。
超级游艇通常在夏季在地中海，冬季出入加勒比海。在西班牙、法国、意大利和葡萄牙，典型目的地包括戛纳、昂蒂布、圣特罗佩、蒙特卡洛、菲诺港、切尔沃港、卡斯卡伊斯、巴努斯港、波特努斯和马略卡岛的帕尔马。探险型超级游艇可能会在全球偏远地区航行。

## 设计和布局
随着船型的增大，相应设施的数量和种类也随之增加。

### 40米
一艘 40 米长的超级游艇可能有可容纳 10-12 位客人和类似规模的船员的船舱。这种类型的游艇可以配置如下：

### 50米
一艘 50 米长的游艇可能有一个或多个用于到达海岸的游艇小艇和其他水上用具，其中可能包括摩托艇或帆艇、水上摩托车、滑浪风帆和潜水设备以及香蕉艇。这种游艇有多屏幕显示器和卫星通信。

### 60米
60 米以上的游艇通常按照个人需求建造，造价数千万美元，通常在水线以上有四层甲板，在水线以下有一或两层甲板。很可能有一个直升机着陆平台。除了额外的客舱（可能包括一个或多个VIP 套房）之外，这样的游艇将配备以下部分或全部设施：室内热水浴缸、桑拿和蒸汽浴室、美容沙龙、按摩和其他护理室、医疗中心、迪斯科厅、电影院、小型游泳池、游戏室和额外的生活区，如独立的酒吧、第二餐厅、私人客厅或图书馆。

### 辅助船
超级游艇可能会配备一艘辅助（或影子）船只（Yacht support vessel），其中载有水上载具、直升机或游艇本身无法容纳的其他大型物品。此类船只的长度范围为 20 至 100 米。